# Benjamin Keys
Benjamin F. Keys (Cincinnati, 22 novembre 1853 – Chicago, 7 giugno 1911) è stato un arciere statunitense.
Partecipò alle gare di tiro con l'arco ai Giochi olimpici di Saint Louis 1904. Ai Giochi, Keys giunse quinto nella gara di doppio York, settimo nella gara di doppio americano e quarto nella gara a squadre.